# グリーン・フィールズ
グリーン・フィールズとは、ショートドリンクに分類される、リキュールをベースとしたカクテルである。このカクテルは、1960年代にサントリーが考案したもので、当初は、1960年に発売されたヘルメス・グリーンティをベースとするものだった。その後、グリーンティー・リキュールは、ヘルメス・グリーンティ以外にも発売されたため、現在ではグリーンティー・リキュールをベースとするカクテルとして知られている。なお、カクテル名は、グリーン・フィールズという同名の曲の題名にちなんだものである。

## 標準的なレシピ
- グリーンティー・リキュール ： ウォッカ ： 牛乳 ＝ 2：1：1

### 作り方
グリーンティー・リキュール、ウォッカ、牛乳をシェークして、カクテル・グラス（容量75〜90ml程度）に注ぐ。

## 主な参考文献
- 福西 英三 『カクテルズ』 ナツメ社 1996年9月1日発行 ISBN 4-8163-1744-9
- 福西 英三 『カラーブックス 563 カクテル入門』 保育社 1982年3月5日発行 ISBN 4-586-50563-X
- 花崎 一夫 監修 『ザ・ベスト・カクテル』 永岡書店 1990年6月5日発行 ISBN 4-522-01092-3
- 成美堂出版 編集 『リキュールとカクテルの事典』 成美堂出版 2001年8月20日発行 ISBN 4-415-00835-6
- 今井 清 『カクテルブック』 ナツメ社 1988年4月20日発行 ISBN 4-8163-0667-6